# Beryll

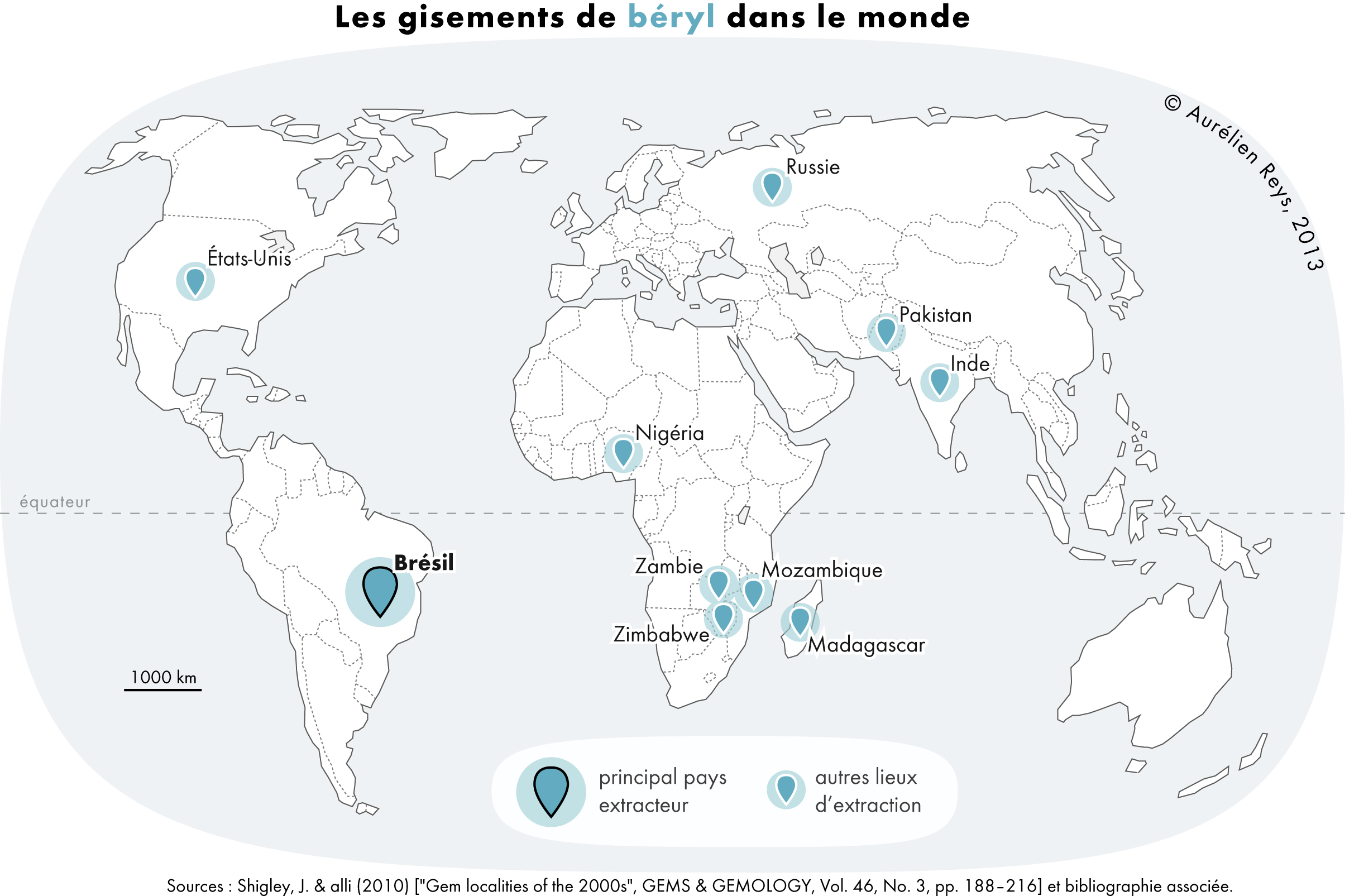
De viktigaste berylproducerande länderna

Beryll är ett hårt berylliumaluminiumsilikat-mineral. Den är ett cyklosilikat som tillhör det hexagonala kristallsystemet och uppträder ofta som hexagonala prismor.

## Etymologi
Namnet kommer från grekiskan βήρυλλος béryllos. Smeknamnet brillor för glasögon kommer från beryll.

## Egenskaper
Beryll  har hårdheten 7½–8 på mohsskalan.
I sig själv är beryllen färglös, men både smaragden,  akvamarinen och andra färgade beryller får sin färg från låg halt av andra metallatomer. Smaragden får sin gröna färg från krom och ibland även från vanadin. 
En smaragd som har bra kvalitet kan vara mer värd än diamanter. Smaragden är också den mest sällsynta formen av beryll.
Tvåvärt järn är färggivare i akvamarin och tvåvärt mangan i den rosa varieteten morganit. Gul heliodor får sin färg av (trevärt järn) och röd beryll av trevärt mangan. Det tidigare namnet bixit för röd beryll är inte godkänt av CIBJO (Confédération Internationale de la Bijouterie, Joaillerie, Orfèvrerie des Diamants, Perles et Pierres). Att kalla röd beryll för röd smaragd är direkt vilseledande. Det förekommer även gyllengula, gulgröna och vita beryller. Beroende på hur ren beryllen är kan den vara helt transparent eller mer matt.

## Förekomst
Beryll förekommer  i pegmatit, granit, glimmerskiffer och i tennmalm tillsammans med topas. I Sverige förekommer beryll huvudsakligen i pegmatiter. Beryll förekommer i Sverige bland annat i Ultevis i Lappland, Varuträsk i Västerbotten, Abborselet i Jämtland, Hotings kvartsbrott i Ångermanland, Högsbo kvartsbrott i Bohuslän, Kolsva fältspatsbrott i Västmanland, Perstorps kvartsbrott i Östegötland.

## Användning
Beryll används för att framställa beryllium, en lättmetall som är vanlig i legering, särskilt inom flygplanstillverkning men även till berylliumbrons ett icke gnistbildande material.
Beryllens två viktigaste ädelstensvarieteter är smaragd (alltid grön) och akvamarin (blåaktig).

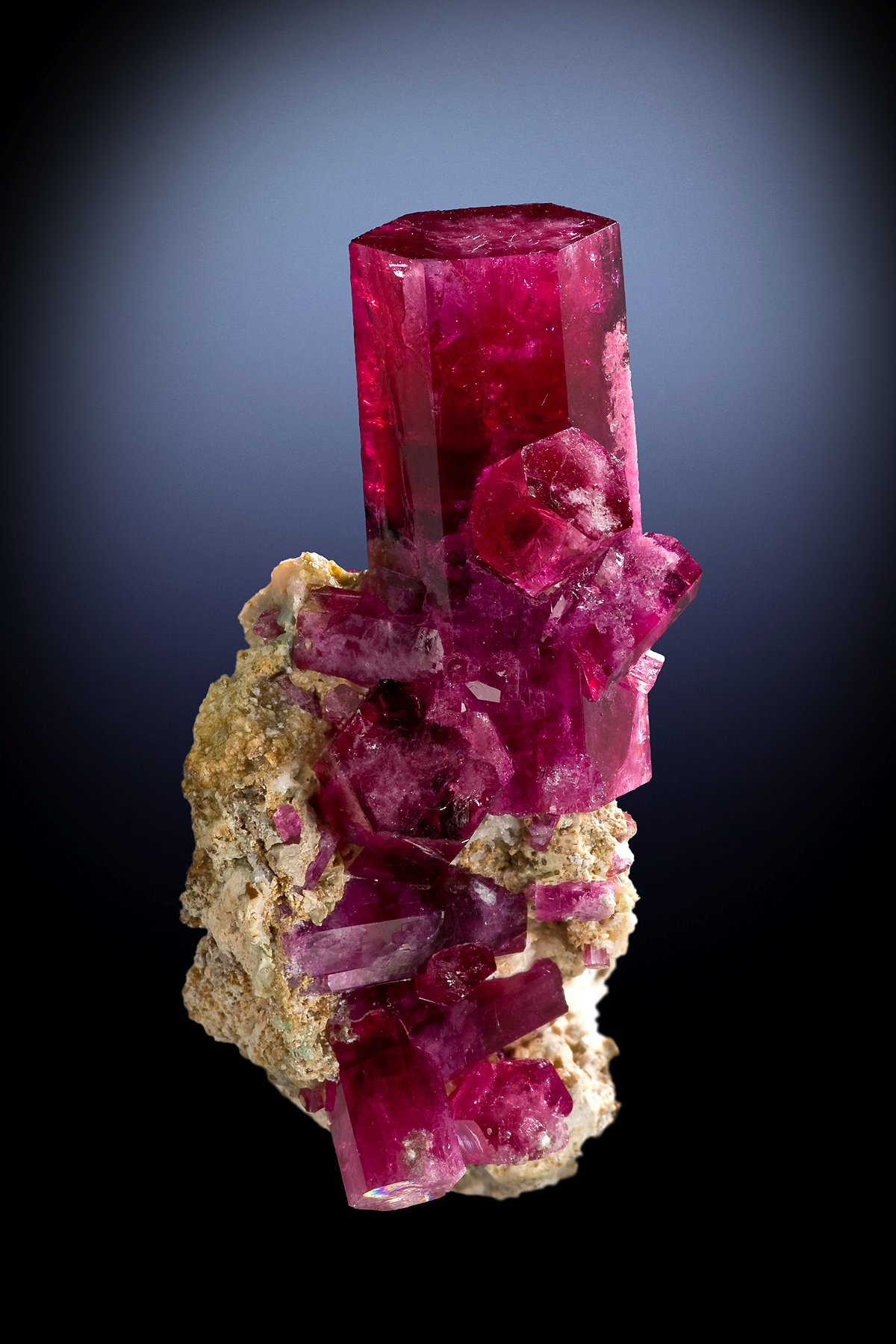
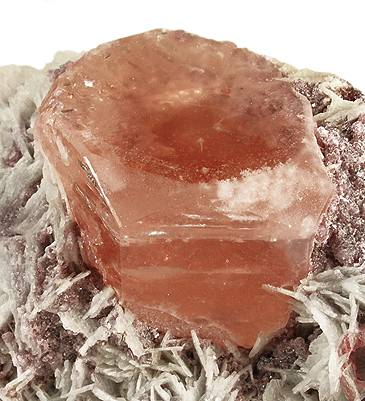
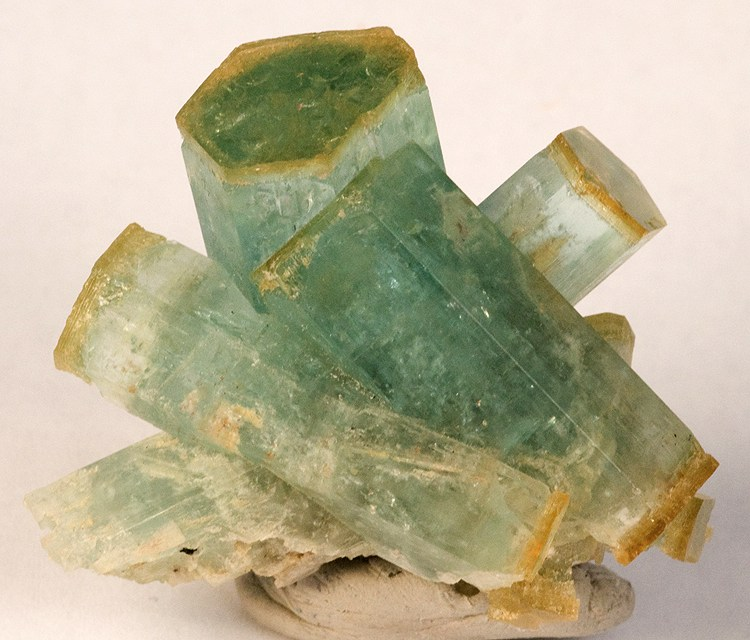
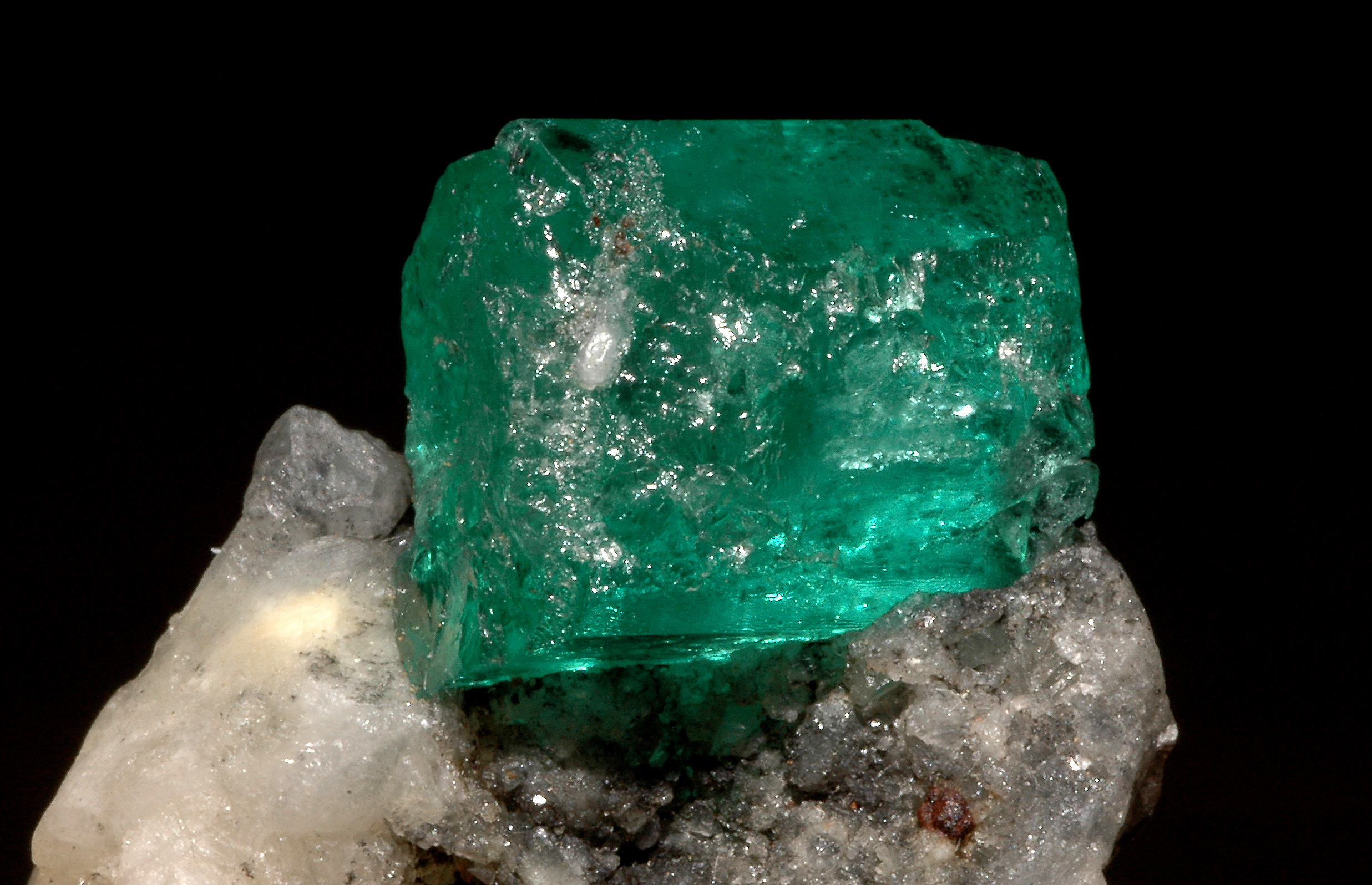
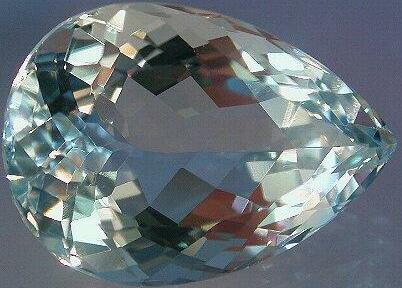